# Benefice (divadelní hra)
Benefice (1966) je divadelní hra Jiřího Suchého s písničkami. Vypráví o toulavých, žebravých zpěvácích Jiříkovi a Káče. Mezi písničkami Jiřík vypráví o své bývalé roli Viléma Tella v kabaretu a s Káčou sehrají variace na Hamleta a Fausta. Menší výstupy hrobníků (v Hamletovi) a vězeňských dozorců (ve Faustovi) byly svěřeny dvojici Evžen Jegorov a Ferdinand Havlík, po Havlíkově dočasném odchodu ze Semaforu je nahradili Miloslav Šimek a Jiří Grossmann. V té době také jakožto doprovodné těleso skončil s hraním v Benefici i Orchestr Ferdinanda Havlíka a vystřídal jej Country Beat Jiřího Brabce.
V Benefici hrál Jiří Suchý bez Jiřího Šlitra, tato dvojice komiků se na čas na prknech divadla rozdělila, Jiří Šlitr měl svůj soukromý recitál Ďábel z Vinohrad (napsaný Suchým), který měl premiéru den po Benefici. O tom, která z těchto dvou her bude mít premiéru dříve, spolu Suchý se Šlitrem losovali házením koruny.
V roce 1967 hrál Semafor Benefici v rámci festivalu Divadlo národů v Paříži.

## Obsazení
| Jiří Suchý                        | Jiřík                  |
| Lenka Hartlová / Magda Křížková   | Káča (desetiletá)      |
| Zuzana Burianová                  | Káča (dospělá)         |
| Evžen Jegorov / Miloslav Šimek    | 1. hrobník, 1. dozorce |
| Ferdinand Havlík / Jiří Grossmann | 2. hrobník, 2. dozorce |

## Seznam písniček
- Toulaví zpěváci
- Modrý tričko
- Čím budu tím budu rád
- Sedmdesát hrobaříků
- Kdo ví
- Na rezavým dvojplošníku
- Píseň Hamleta o hvězdách
- Tragédie kralevice Hamleta
- Sádlo na chleba
- Znal jsem jednu pampelišku
- Cop
- Jsem holka barevná
- Balada z mlází
- Jen mi Fauste čistý víno nalej
- Ukrejvám rozpaky
- Jsem za mřížemi
- Tím končí příběh Fausta
- Kamarádi

Seznam vychází z knižního vydání scénáře, do hry také patřily písničky Máme rádi zvířata, V opeře, Tulák, Nedělejte ze mě chudinku či Neotálej.

## Zvukové záznamy hry
- nahrávka představení z 29. listopadu 1967
  - Benefice, 2006 – kompletní představení
  - Divadlo Semafor 1959 - 1969, Supraphon, 1978 – výběr 2 písniček (Toulaví zpěváci a Tulák)
  - Blázen a dítě, B&M Music, 1999 – výběr 2 písniček (Sádlo na chleba a Píseň Hamleta o hvězdách)
- nedatovaná nahrávka
  - Benefice, 2006 – výběr 3 tracků (úvod představení, písnička Sedmdesát hrobaříků, dialog hrobníků)

## Knižní vydání textu hry
- Jonáš a dr. Matrace a jiné hry ze Semaforu, Mladá fronta, 1994.
- Encyklopedie Jiřího Suchého, svazek 10, divadlo 1963–1969, Karolinum a Pražská imaginace, Praha 2002: s. 107–151.

### Úryvky
- To nejlepší z Jiřího Suchého, Scéna, Praha 1990: s. 143–145 – dialog hrobníků